# John Webber
Pour les articles homonymes, voir Webber.
John Webber (Londres, 6 octobre 1751 - idem, 29 avril 1793) est un peintre anglais de paysages, dessinateur lors du 3e voyage de Cook (1776-1779).
Il a été élu membre de la Royal Academy (RA) le 10 février 1791.

## Œuvres

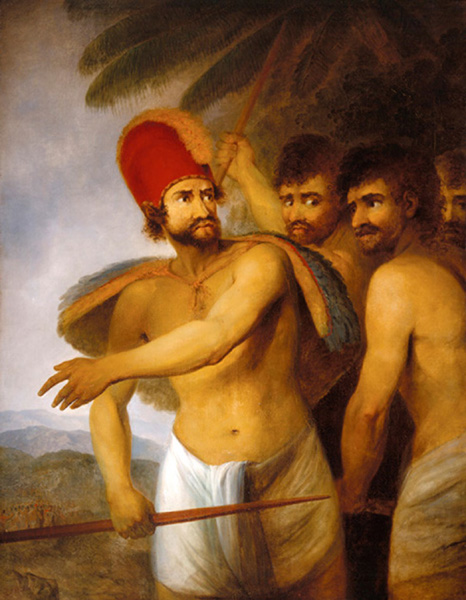
A Chief of the Sandwich Islands, 1787
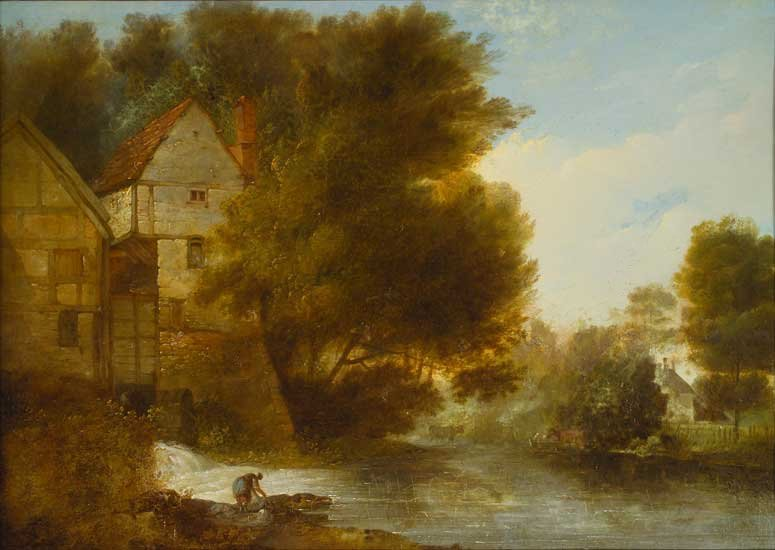
Abbey Mill, Shrewsbury
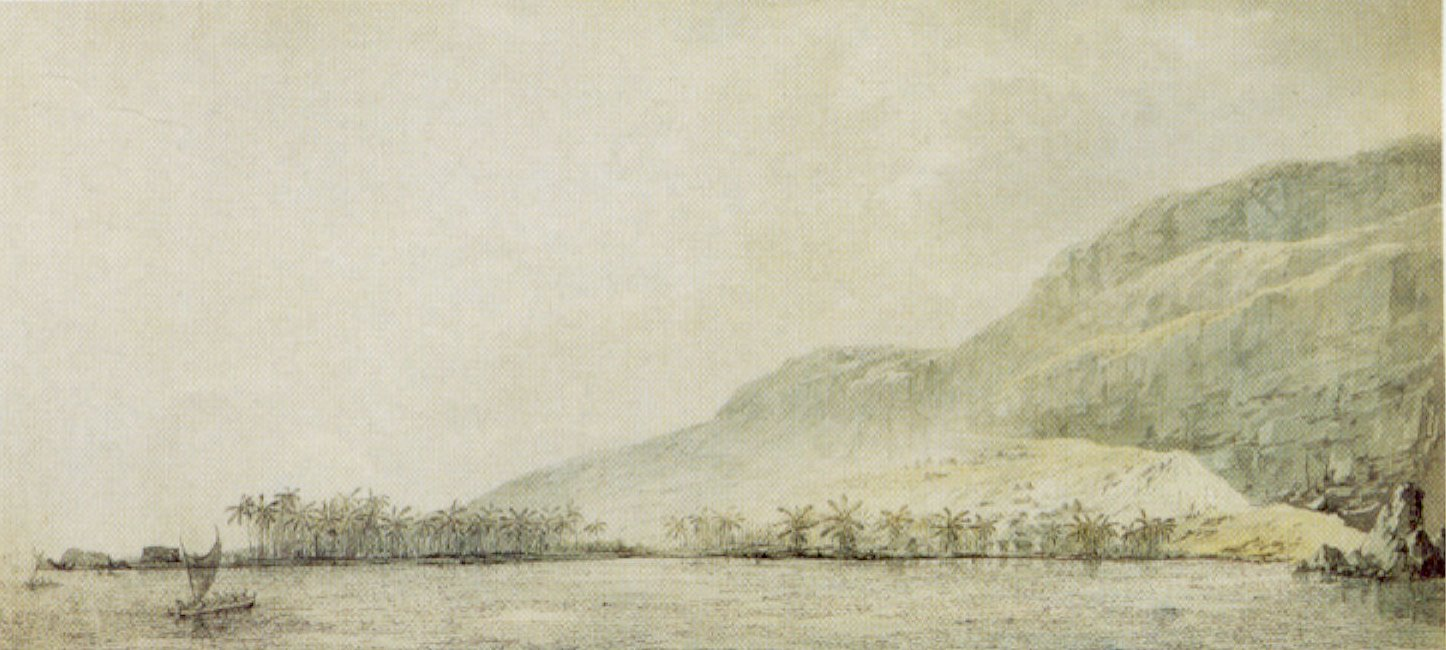
Kealakekua Bay and the Village Kowroaa, 1779, Honolulu Academy of Arts
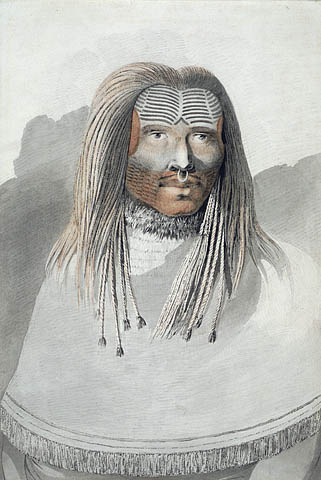
A Man of Nootka Sound (British Columbia), 1778
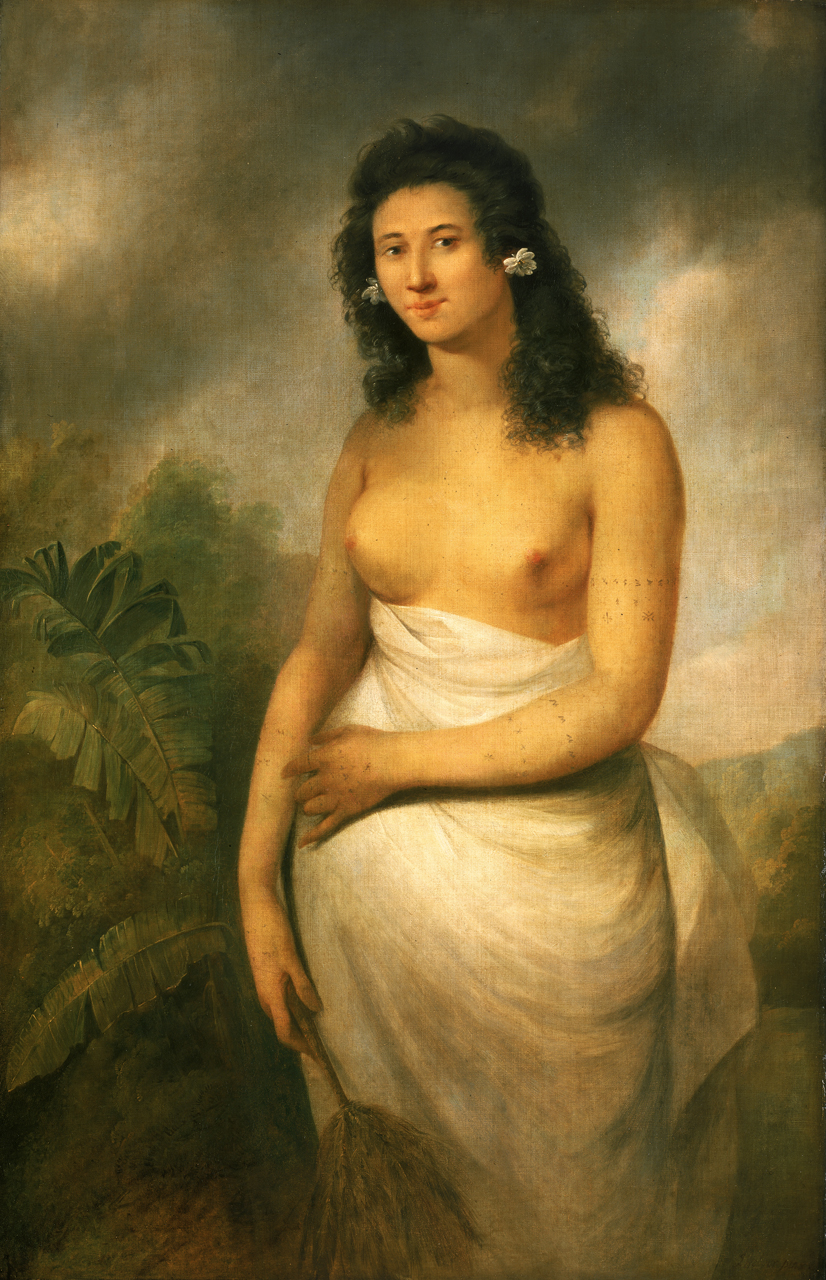
Poiatua, princesse polynésienne, 1777